# Spoontus
Spoontus is een enterprise van het model Fly Away in het Franse attractiepark La Récré des 3 Curés. De attractie was tot 2014 te vinden in het Belgische attractiepark Bobbejaanland als Fly Away.
Vergeleken met de gewone Enterprises wijkt dit model af. Zo dient een bezoeker in een Fly Away niet te zitten, maar moet hij op de buik gaan liggen, waardoor het gevoel wordt opgewekt dat men vliegt. 
In beide parken was de attractie gethematiseerd naar Jules Verne.

## Technische informatie
De attractie werd gebouwd door het Duitse bedrijf HUSS Park Attractions en opende in 2003 in Bobbejaanland. Tijdens de rit, waarbij twee bezoekers naast elkaar liggen, kon een snelheid van 40 km/u bereikt worden. De attractie had een doorsnede van 19 meter en een capaciteit van ongeveer 750 personen per uur. Tijdens de rit werd een hoogte van 22 meter bereikt. In het openingsjaar (2003) draaiden bezoekers ook achteruit.

## Defect
Op 23 augustus 2010 werden, vanwege een technisch probleem, dertien passagiers geëvacueerd. Niemand raakte gewond.

## Sluiting en afbraak
Bij de start van seizoen 2014 bleef Fly Away gesloten. In 2015 opende op deze plaats The Forbidden Caves. Het Franse attractiepark La Récré des 3 Curés heeft de attractie overgenomen. Hij werd daar geopend in juni 2016 onder de naam Spoontus. Het is niet de eerste attractie die vanuit Bobbejaanland naar La Récré des 3 Curés verhuisde; ook de waterattractie Bobby Drop (2009) en rupsbaan Mambo (2011) werden al eerder naar dit park verplaatst.
Vervolgens werd de attractie in 2024 uit la Récré des 3 Curés verwijderd om plaats te maken voor een 80 meter hoge vrijevaltoren.

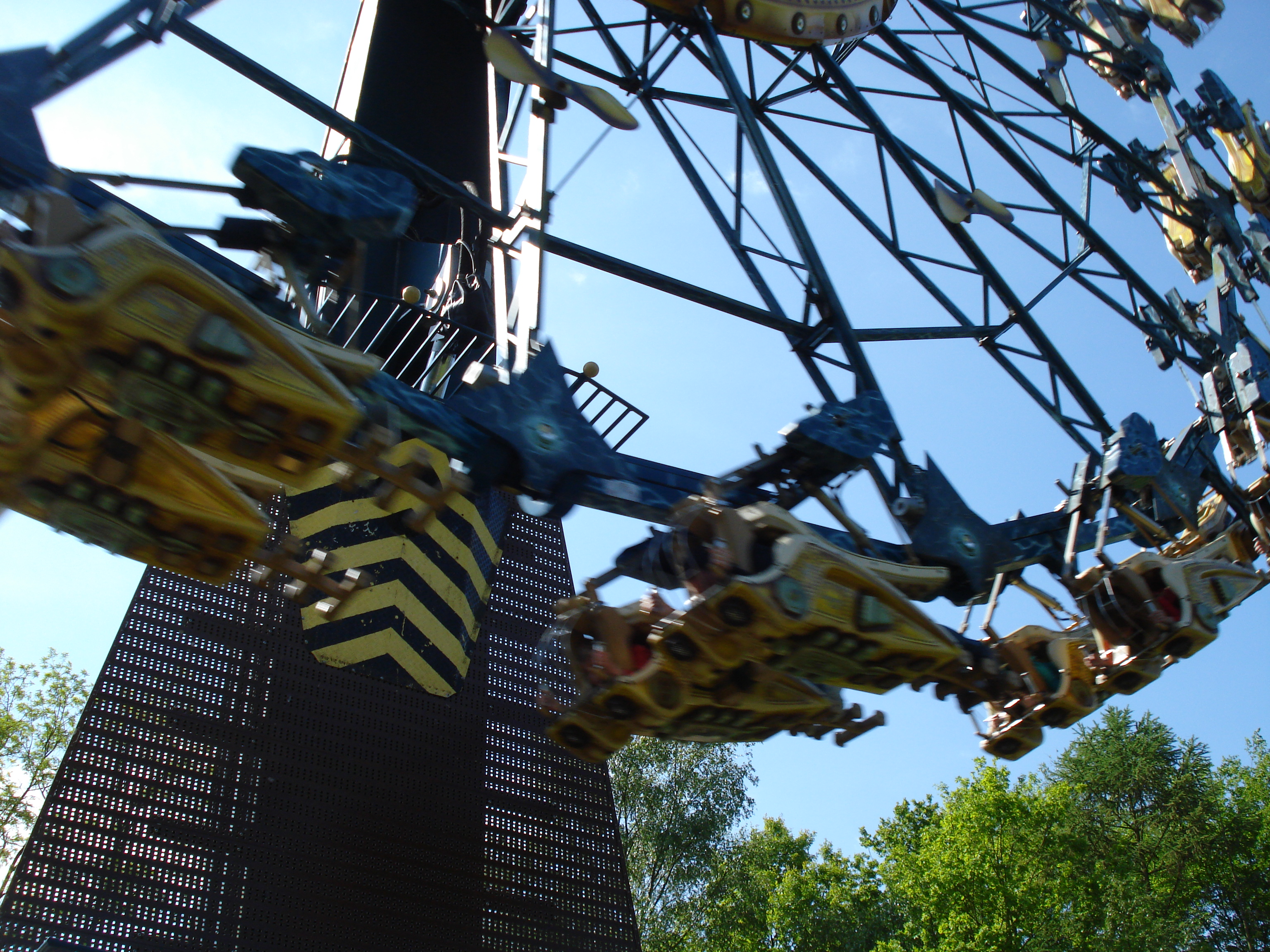
Fly Away van dichtbij gezien

Afbeeldingen